# Koenenita
La koenenita és un mineral de la classe dels halurs. Rep el seu nom d'Adolf von Koenen (1837-1915), geòleg de Göttingen, qui va identificar per primera vegada el mineral.

## Característiques
La koenenita és un halur de fórmula química Na₄Mg9Al₄Cl₁₂(OH)22. Cristal·litza en el sistema trigonal. Es troba en forma de petits cristalls com crostes, amb cristalls escalenoedrics molt aguds i romboedrics; també en forma de rossetes d'intercreixements de tauletes. La seva duresa a l'escala de Mohs és 1,5, sent un mineral molt tou. És un mineral incolor, però se'n pot trobar tintat de color groc pàl·lid a vermell intens a causa d'inclusions d'hematites.
Segons la classificació de Nickel-Strunz, la koenenita pertany a «03.BD - Halurs simples, amb H₂O i OH addicional» juntament amb els següents minerals: cadwaladerita, lesukita, korshunovskita i nepskoeïta.

## Formació i jaciments
Es troba en dipòsits d'evaporites marines. Sol trobar-se associada a altres minerals com: hematites, carnallita, silvita, halita, kieserita o anhidrita. Va ser descoberta l'any 1902 a la mina Wittekind, a Volpriehausen (Solling, Baixa Saxònia, Alemanya). Se n'ha trobat en diversos indrets d'Alemanya i de la Xina.